# Árvaház utcai kapu
Az Árvaház utcai kapu vagy Bolgárszegi kapu (románul: Poarta Șchei, németül: Waisenhausgässer Tor) Brassó utolsóként nyitott városkapuja, és az egyetlen kapu, amely a régi erődítményből máig fennmaradt. 1827–1828 között épült az Árvaház utca végén a megnövekedett forgalom kezelése céljából; rajta keresztül halad át a forgalom nagy része a városközpont és Bolgárszeg között.

## Története
Brassó falainak felépítése után közel három évszázadig csak a Katalin-kapun keresztül nyílt átjárás a szászok lakta városerődöt a románok lakta Bolgárszegtől elválasztó kettős várfalon. A 18. század végén a fellendülő kereskedelem és a népesség növekedése következtében ez a kapu csak nehezen tudta ellátni a megnövekedett forgalmat. Gyakori volt a torlódás, emellett a Katalin utca városerőd felőli részének beépítésével a kapu kerülő utat is jelentett. A bolgárszegi kereskedők ismételt kérésére 1820-ban felépült a Lópiaci kapu, ám kicsinek bizonyult, és a forgalom továbbra is nehézkes volt.
A helyzet orvoslására a városi közösség már 1821-ben egy új kapu építését javasolta, azonban ezt a tanács elutasította. Hosszú tárgyalások után ismételten benyújtották a kérelmet, és végül 1823-ban a bécsi udvar jóváhagyta a kivitelezést. A várfal bontása 1827 márciusában kezdődött, a kaput pedig 1828 augusztusában adták át; építőmestere Jani József városi főépítész volt, aki a Lópiaci kaput is építette.
A 19. század közepe után a várfalakat tovább bontották; a kaputól délre 1851–1852-ben épült fel a Sportlíceum, északra pedig 1927-ben a szász evangélikus egyház óvodája.
1955-ben a kaput műemlékké nyilvánították, néhány évvel később pedig felújították és eltávolították róla a feliratait elborító kúszónövényeket. Az 1977-es földrengés után kicserélték a tetőszerkezetet és felújították a feliratokat.

## Leírása
Neoklasszikus stílusú, formája diadalívre emlékeztet, négy erős pilléren nyugszik. Három kapuívből áll: két kisebb a gyalogosoknak, és egy nagy ív a járművek számára. Régen kapuszárnyak is tartoztak hozzá, melyeket éjszakára bezártak. A délnyugati várfal részeként a romániai műemlékek jegyzékében a BV-II-m-A-11294.01 sorszámon szerepel.
A külső falon a következő, latin nyelvű feliratok olvashatóak: A régi, bezárt kapu helyett, a polgárok kérésére nyitották meg 1828 PCN-ben és A békességet hozó I. Ferenc fenséges császár és apostoli király dicsőséges uralkodása alatt. A belső, városerőd felőli oldal feliratai: Corona tanácsa, G. M. Riemer prédikátor, és a centumvirátus a Szentháromság védelmébe ajánlja ezt a kaput, és az utókorra hagyja megőrzésül. Joseph Iani építette és Johann Iacob Mylius városbíró, Johann Georg de Trauschenfels kerületi bíró, és Michael Thiophi Riemer várkapitány idejében.

## Képek

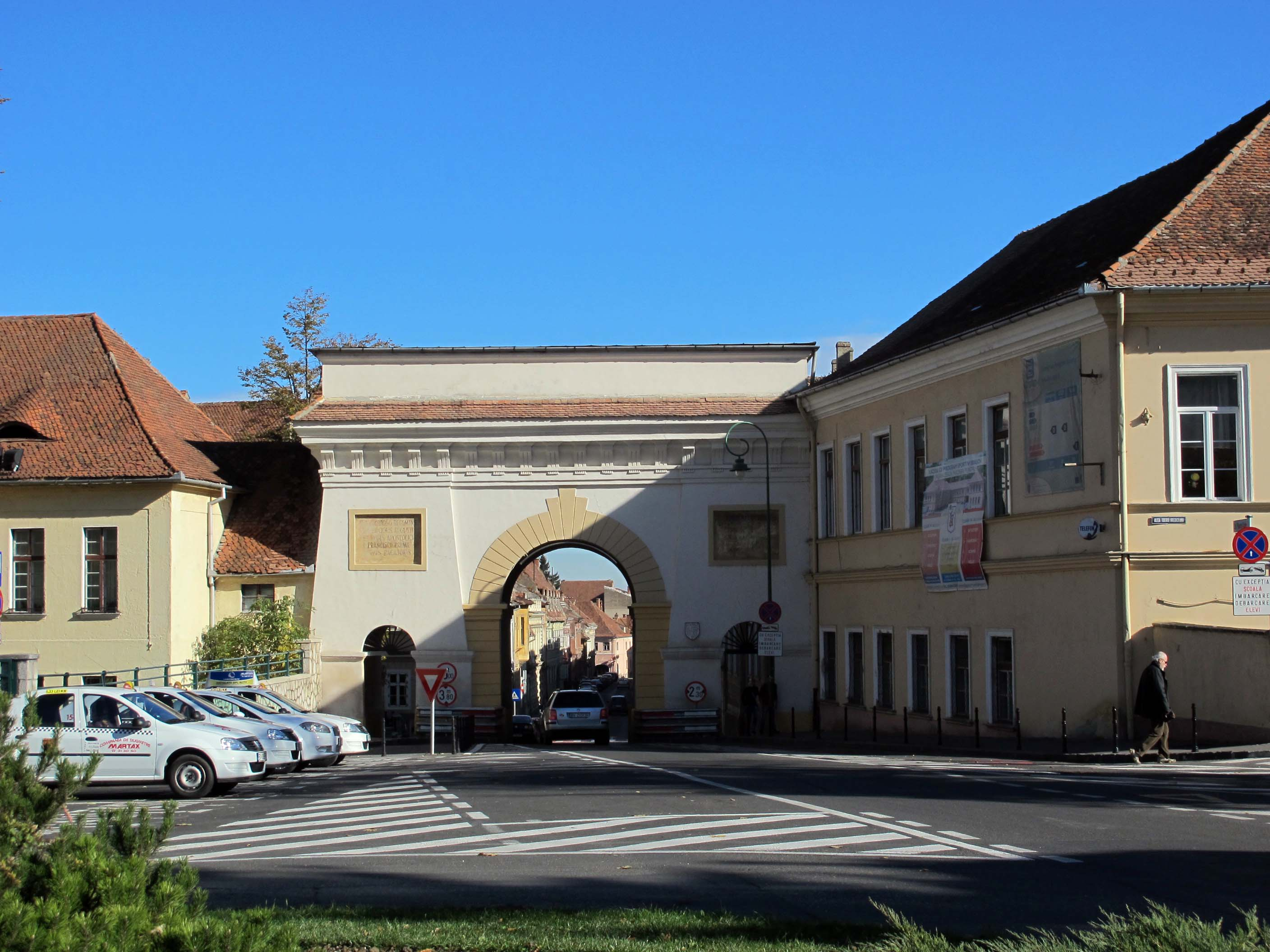
A Bolgárszeg felől
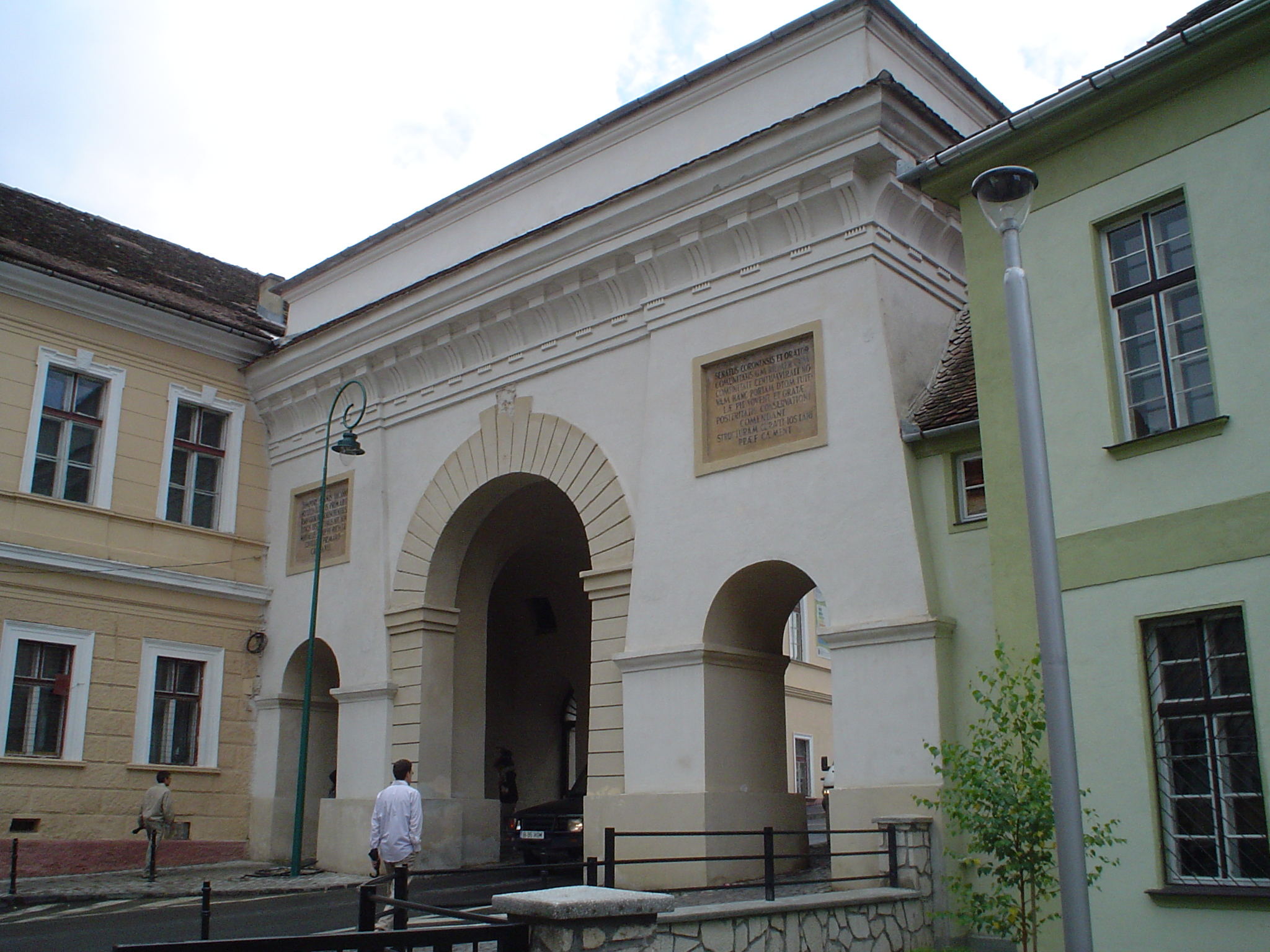
A belváros felől
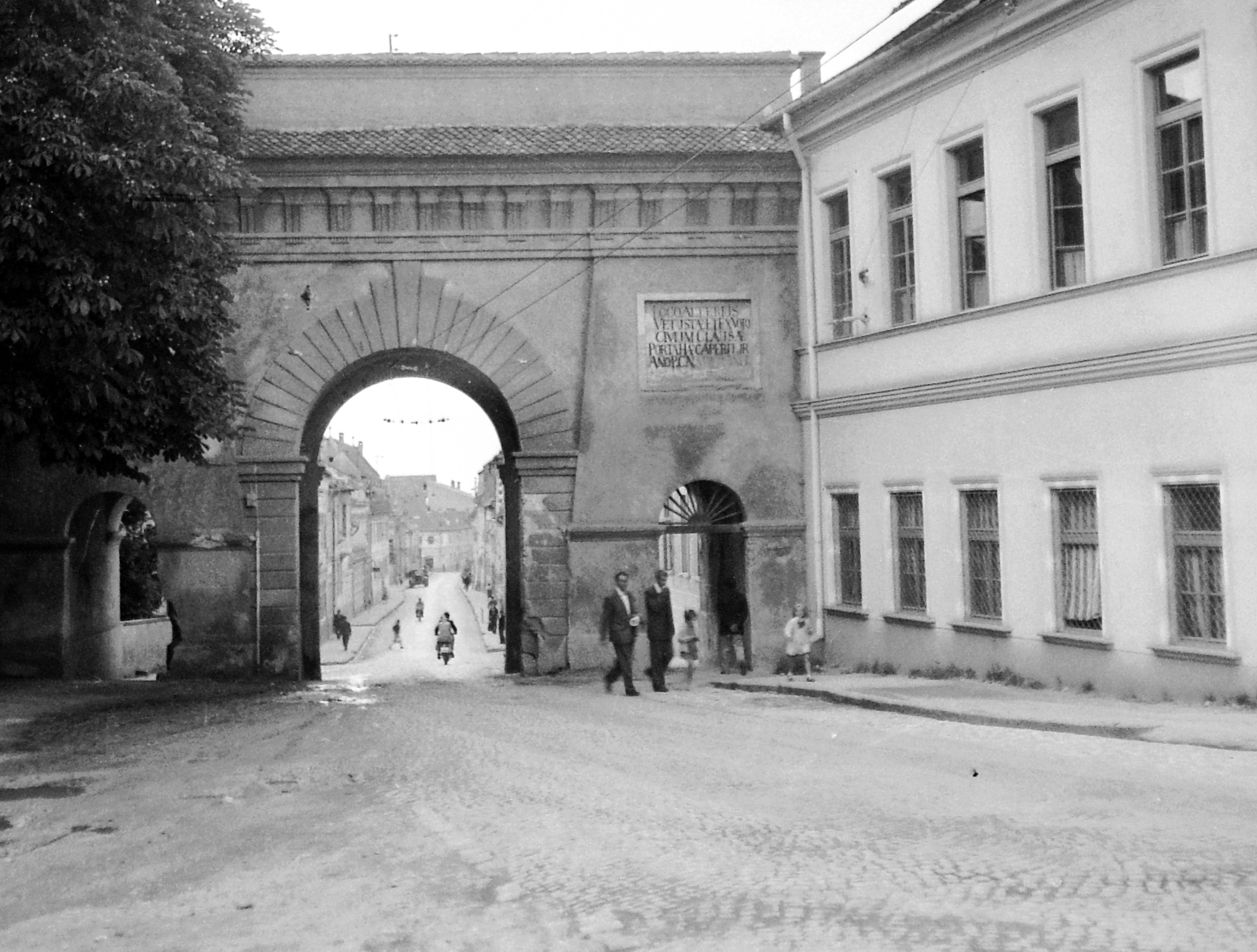
1961-ben
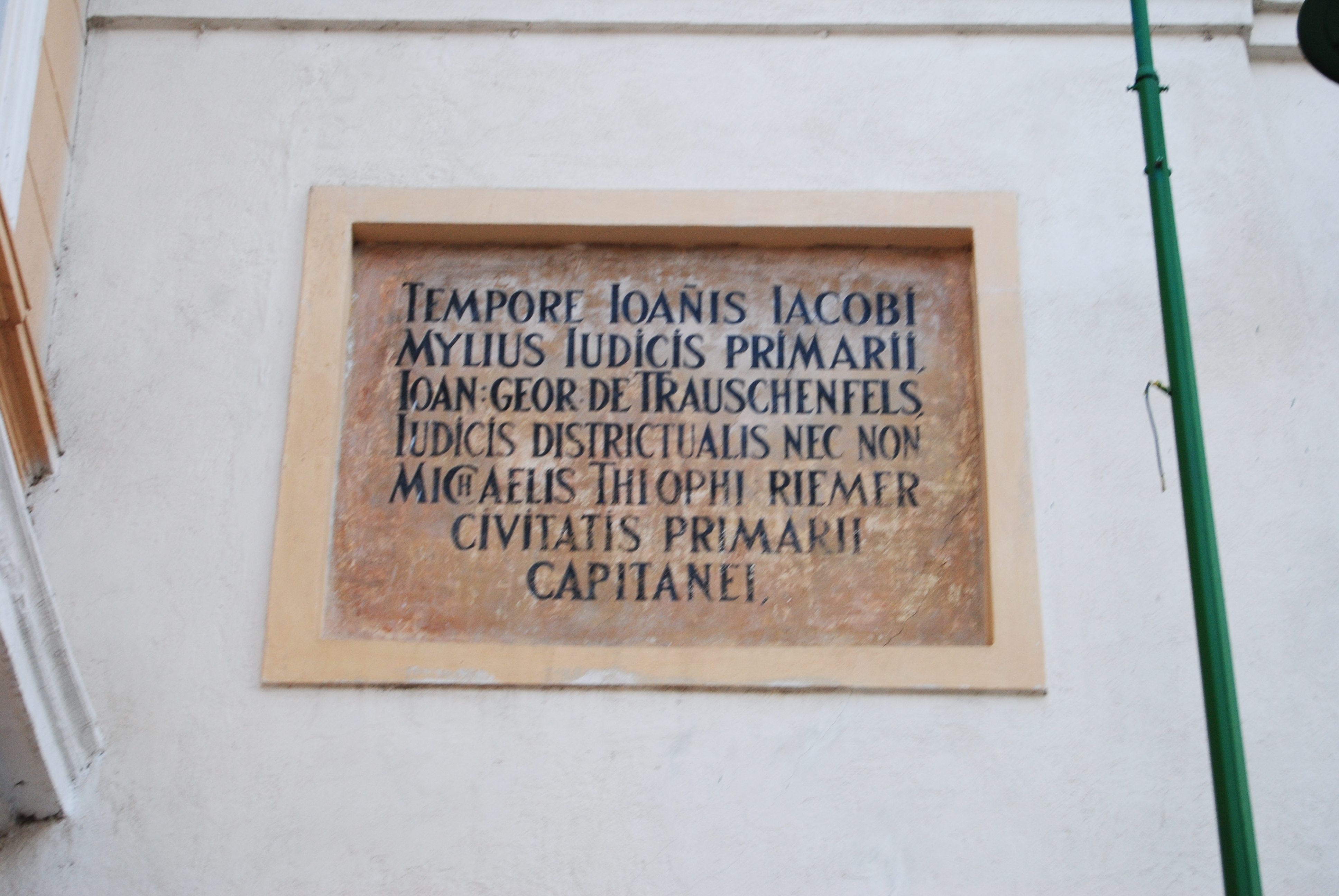
Felirat
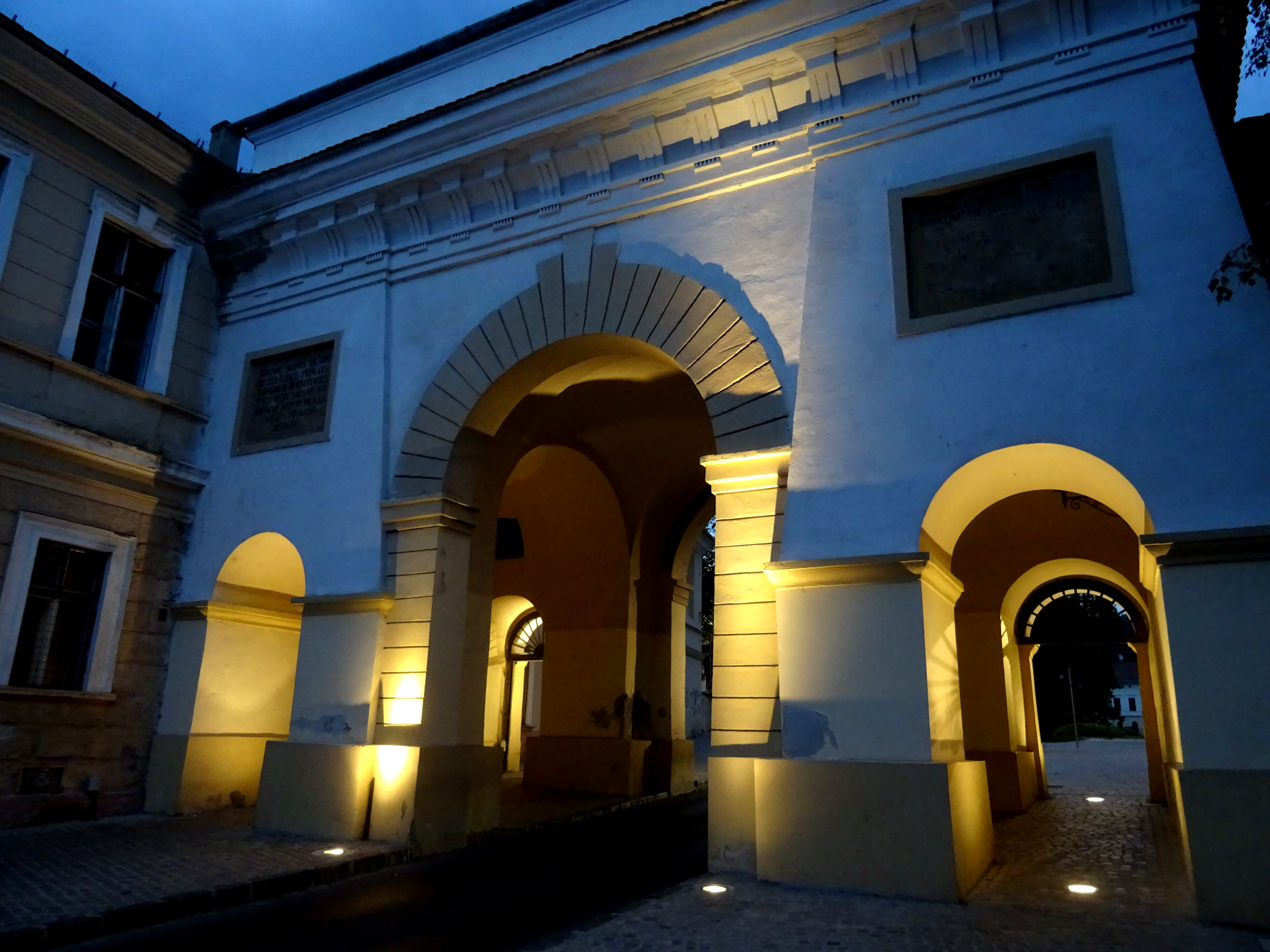
Esti megvilágításban